# Lopúchov
Lopúchov  (in ungherese Lapos, in tedesco Schöneck) è un comune della Slovacchia facente parte del distretto di Bardejov, nella regione di Prešov.

## Storia
Il villaggio viene citato per la prima volta nel 1345 (con i nomi di Lapuhus e Lapuchus) come possedimento della città di Raslavice. Nel XVIII secolo passò ai Pulszky.